# 마르코 벨트라미
마르코 벨트라미(영어: Marco Beltrami 마코 벨트라미[*], 1966년 10월 7일~)는 미국 뉴욕에서 태어난 영화 음악 작곡가이다.
마르코 벨트라미는 장학생으로 예일 대학 음악과에 입학하기 전 이미 베니스에서 이탈리아의 거장 뤼기 노노(Luigi Nono)를 사사하며 작곡에 대한 열정을 키웠다. 1992년, 벨트라미는 제리 골드스미스(Jerry Goldsmith)를 사사하기 위해 로스엔젤레스로 옮겨 오게되고, 영화 음악 작곡을 위한 기술적인 부분들을 연마하면서 오케스트라 연주곡을 완성했다. 이후 벨트라미는 콘서트 음악과 영화 음악을 오고가며 다양한 경력을 쌓았다. 1994년 소니제작의 단편영화 <The Bicyclist>의 작업 이래로 벨트라미는 끊임없이 영화와 TV물의 작곡 작업을 진행해오고 있다.

## 작품 목록
- 2012: 《내 인생의 마지막 변화구》(음악)
- 2016: 《언더 워터》(음악)
- 2019: 《롱 샷》(음악)

## 수상 후보 지명과 수상 내역

### 미국 아카데미상
- 2010: 《허트로커》(수상)
- 2008: 《3:10 투 유마》(후보)

### 골든 글로브 상
- 1999: 《David and Lisa》

### 새틀라이트 시상식
- 2011: 《소울서퍼》 (수상)